# Eria rubifera
Eria rubifera är en orkidéart som beskrevs av Johannes Jacobus Smith. Eria rubifera ingår i släktet Eria och familjen orkidéer. Inga underarter finns listade i Catalogue of Life.